# Джозеф Конрад
Джозеф Конрад, при народженні Юзеф Теодор Конрад Коженьовський гербу Наленч (пол. Józef Teodor Konrad Korzeniowski, англ. Joseph Conrad; 3 грудня 1857, Бердичів, тепер Бердичівський район, Житомирська область — 3 серпня 1924, Бішопсборн біля Кентербері, Англія) — англійський письменник польського походження. Вважається одним із найвидатніших англійських прозаїків.
Його твори мали великий вплив на багатьох письменників, серед яких Ернест Хемінгуей, Ґрем Ґрін, Вільям Сьюард Берроуз, Джозеф Геллер та інші. Фільм Френсіса Форда Копполи «Апокаліпсис сьогодні» навіяний і значною мірою базується на романі Джозефа Конрада «Серце темряви» (Heart of Darkness). Пишучи в часи розквіту Британської Імперії і використовуючи власний досвід у британському торговому флоті, Конрад створював романи та короткі оповідання, що відзеркалювали приховані аспекти світового панування Британської Імперії, водночас поринаючи в глибини людської душі.

## Біографія

Наленч (Nałęcz) — герб роду Коженьовських. Конрад відмовився від британського лицарського звання, бо вже мав власний родовий герб

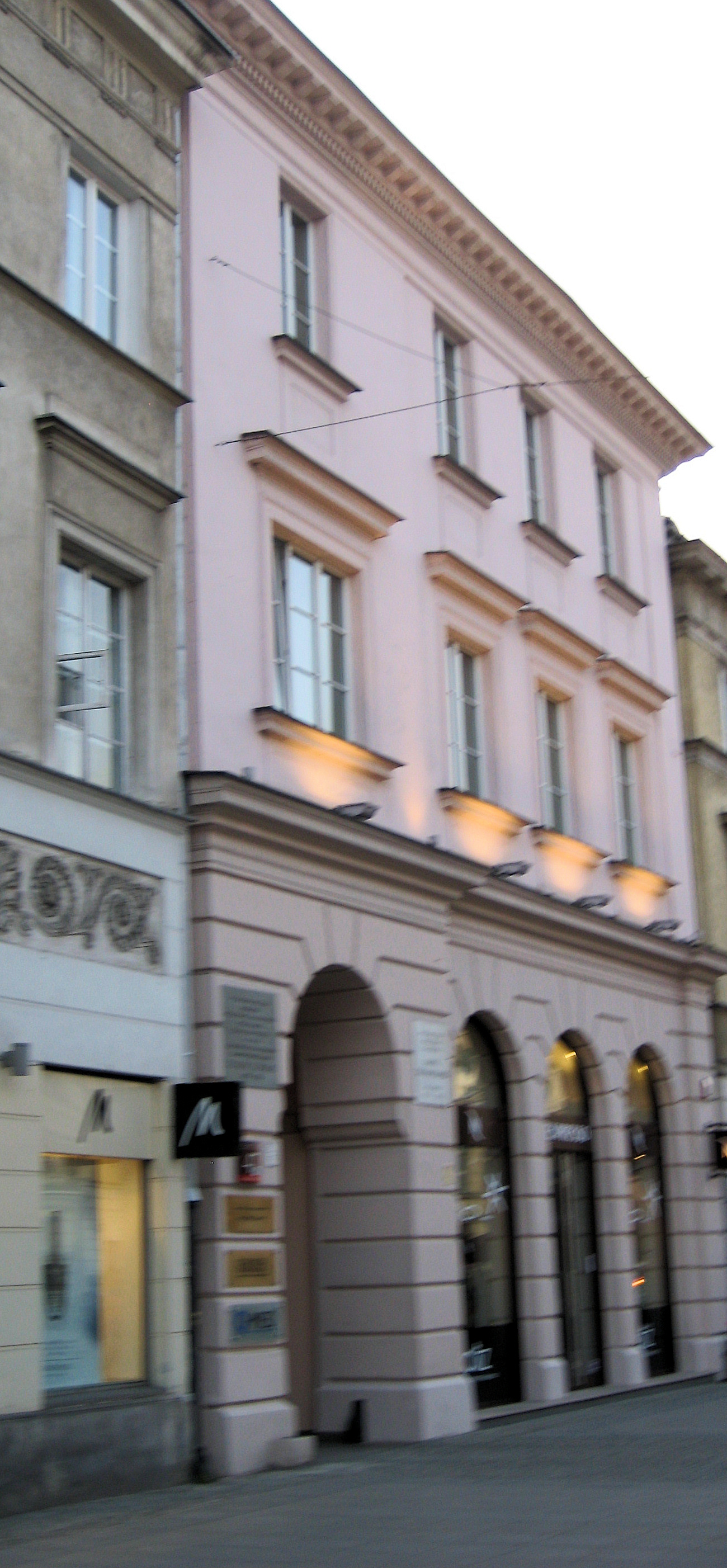
Nowy Świat 47, Варшава, де 3-річний Джозеф Конрад жив зі своїми батьками 1861 року.

### Дитинство та юність
Юзеф Теодор Конрад Коженьовський народився в Бердичеві (тодішньої Київської губернії), в родині літератора та польського патріота Аполлона Коженьовського та Евеліни з Бобровських. Стосовно місця народження майбутнього письменника досі точаться суперечки. Аполлон Коженьовський працював управителем маєтків, родина часто змінювала місця проживання. Тадеуш Бобровський, дядько по матері, у листі до письменника зазначав -
|  | Забув сказати тобі, що ти з'явився на цей світ 21 листопада 1857 року в Бердичеві |

Однак у радянських джерелах зазначалось що Юзеф Теодор народився в с. Терехове, тодішньої Волинської губернії. Сам письменник демонстрував дітям фото місця народження, яке при дослідженні виявилося палацом в с.Іванківці. По свідченням друга Конрада Стефана Жеромського місце народження - с.Деребчинка.
Батько майбутнього письменника належав до шляхетського роду гербу Наленч (Nałęcz), перекладав з англійської та французької на польську Шекспіра та Гюго. Він приохотив Юзефа до читання польською та французькою.
1861 — Аполона Коженьовського заарештували за активну участь у підготовці повстання та вислали до Вологди. Його дружина Евеліна Коженьовська (Ewelina Korzeniowska) з 4-річним сином поїхала за чоловіком на заслання.
1865 — через хворобу дружини Аполон Коженьовський домігся переводу до Чернігова, де, за кілька тижнів, 11 квітня 1865 року, мати Юзефа померла від туберкульозу. Батько з сином переїхали спочатку до Львова, потім до Кракова, де 23 травня 1869 батько Юзефа помер, залишивши свого 11-річного сина круглим сиротою. Заопікувався хлопцем брат його матері Тадеуш Бобровський.
1874 — після відмови прийняти австро-угорське підданство 17-літній Юзеф Коженьовський, щоб не бути призваним до російської армії, вирушив до Марселя і влаштувався моряком французького торговельного флоту.

### Подорожі
Джозеф Конрад прожив сповнене пригод життя, був задіяний у контрабанді зброї та політичних змовах, що пізніше відобразив у своєму романі «Золота стріла» (The Arrow of Gold), і пережив невдале кохання, яке занурило його в глибоку депресію та підштовхнуло до невдалої спроби самогубства. Подорож до берегів Венесуели дала матеріал для роману «Ностромо» (Nostromo) (перший помічник капітана з корабля, на якому ходив Джозеф Конрад, став прототипом для головного героя).
1878 — поступив на службу на британське судно, що прямувало до Константинополя, бо російське підданство не давало можливості служити на французьких суднах. Коли судно повернулося до порту приписки, молодий моряк вперше висадився на британській землі, в порту міста Лоустофт.
1881 — отримав сертифікат на право бути капітаном і британське підданство, офіційно змінивши ім'я на Joseph Conrad.
1889 — замислив відвідати Центральну Африку, став капітаном конголезького річкового пароплава. Побачені ним жорстокість і звірства лягли в основу одного з найвідоміших творів «Серце темряви» (Heart of Darkness). Під час подорожі Джозеф Конрад захворів на пропасницю, на яку відтак страждав усе життя.

### Творчість
1894 — у віці 36 років через погане здоров'я залишив море і вирішив присвятити себе літературній праці. Його перший твір «Олмейрова примха» («Безумство Олмайєра», Almayer's Folly), дія якого відбувається на східному узбережжі Борнео, опублікований у 1895 році.
1896 — виходить «Вигнанець з островів» (An Outcast of the Islands). Обидва названі твори створили Конрадові репутацію романтика й оповідача екзотичних історій. Ці помилкові уявлення переслідували його все життя.
1896 — одружився з 22-річною англійкою Джессі Джордж (Jessie George), з якою мав двох синів, Бориса та Джона.
1899 — у журналі Blackwood's Magazine надруковано найвідоміший роман письменника "Серце темряви" (або "Серце пітьми).
Попри визнання критиків й інтелектуалів, широка літературна слава та визнання прийшли до Конрада лише після публікації роману «Шанс» (Chance, 1913), хоча цей роман, як не парадоксально, вважають не найкращим його твором.
Помер від серцевого нападу і похований на Кентерберійському цвинтарі, Англія.

## Вшанування пам'яті

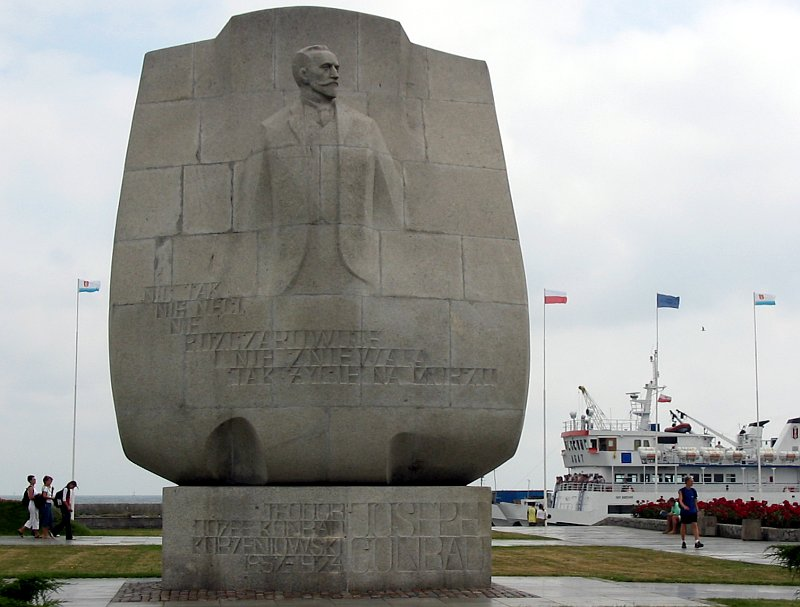
Пам'ятник Джозефу Конраду в Гдині, Польща

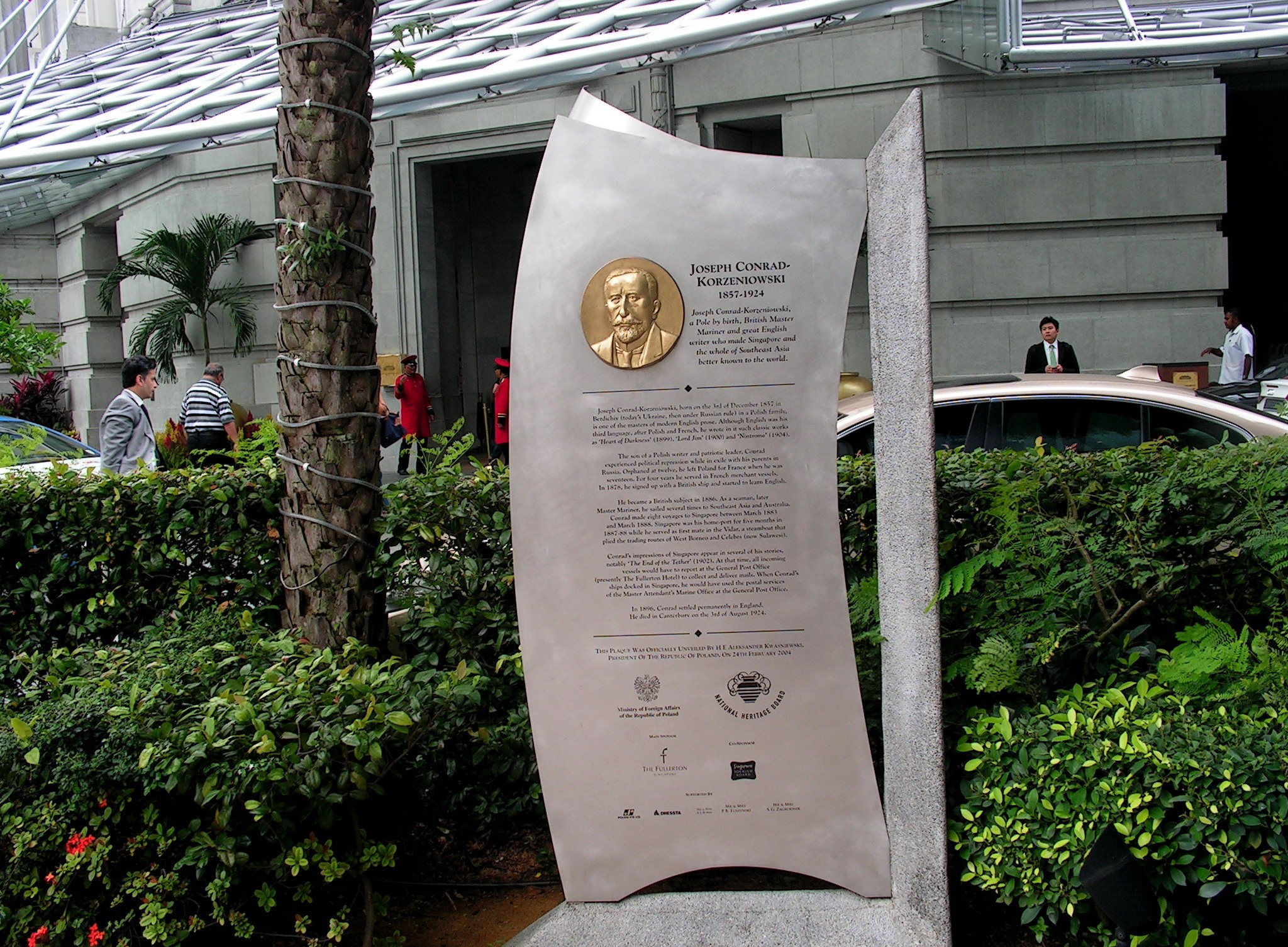
Сінгапур. Меморіальна дошка на честь Джозефа Конрада.

Пам'ятник Джозефу Конраду встановлений в польському місті Гдиня на узбережжі Балтійського моря.
У Сан-Франциско, Каліфорнія, є площа Джозефа Конрада.
У Сінгапурі, який Джозеф Конрад неодноразово відвідував, встановлена меморіальна дошка, що увічнює пам'ять про нього.
У селі Тереховому діє кімната-музей Джозефа Конрада, відкритий у 1987 році до 130-річчя від дня народження письменника. У день відкриття музею відомі українські письменники Дмитро Павличко і Юрій Щербак у книзі відвідувачів визначили три провідні джерела творчості Джозефа Конрада: українська земля, велич англійської мови, сила польського духу.
ЮНЕСКО внесла 150 річницю з дня народження Джозефа Конрада до календаря річниць на 2007 рік.
2007 — з нагоди 150-річчя Джозефа Конрада Національний банк Польщі випустив комплект ювілейних монет.
3 грудня 2008 — у м. Бердичів на території Монастиря Кармелітів Босих відкрили музей Джозефа Конрада.
19 вересня 2008 — під час відкриття IX Днів польської культури у Бердичеві відкрили Музейну кімнату пам'яті Джозефа Конрада в ЗОШ № 15 (вул. М. Грушевського, 5).
25 грудня 2015 у місті Вінниця вулицю Фабриціуса перейменували на честь Джозефа Конрада.

## Цікаві факти
- Фільм Френсіса Форда Копполи «Апокаліпсис сьогодні» навіяний, та значною мірою базується на романі Джозефа Конрада «Серце темряви» («Heart of Darkness»), хоча дія й перенесена в Індокитай.
- У фільмі «Чужий», космічний корабель називається Ностромо, як і в романі «Ностромо» Джозефа Конрада. Цікаво також, що назва міста з цього ж роману Сулако, також стала назвою космічного корабля у продовженні цього фільму.
- Роман «Таємний агент» послужив основою для фільму Хічкока «Саботаж», 1936 року. 60 років потому, у 1996 році, на основі цього ж твору було знято однойменний фільм з Бобом Госкінсом, Патрицією Аркетт та Жераром Депардьє у головних ролях.

## Статті про Конрада
- До 160-річчя від дня народження Джозефа Конрада [Архівовано 28 лютого 2018 у Wayback Machine.] // Евроклуб «Бердичі» [Архівовано 2 квітня 2018 у Wayback Machine.], Бердичівський міський ліцей № 15 [Архівовано 12 лютого 2018 у Wayback Machine.], 30 листопада 2017
- Джозеф Конрад [Архівовано 22 червня 2015 у Wayback Machine.] // UaModna, 19 червня 2015
- Олександр Горобець Де закопано пуповину Джрзефа Конрада? [Архівовано 22 грудня 2015 у Wayback Machine.] // Українська правда, 24 жовтня 2010
- Тимофій Гаврилів. До незбагненної мети [Архівовано 17 вересня 2013 у Wayback Machine.] // Збруч, 25 січня 2013
- Літературний Єрусалим [Архівовано 31 січня 2012 у Wayback Machine.] // Український тиждень, 16 листопада, 2007
- Неспокій Джозефа Конрада [Архівовано 26 серпня 2016 у Wayback Machine.] // Український тиждень, 5 грудня, 2015
- Англійський класик родом із Бердичева // Дзеркало тижня, 17 серпня 2001
- Джозеф Конрад (Джозеф Теодор Конрад Коженьовський) // Мій Бердичів [Архівовано 7 березня 2012 у Wayback Machine.]
- Антон Санченко. Поліглот з Бердичева
- Ігор Андрущенко. Джозеф Конрад і його житейське море [Архівовано 10 квітня 2018 у Wayback Machine.]